# تپه حاج حسن
تپه حاج حسن مربوط به سدهٔ ۸–۶ ه.ق است و در شهرستان میاندوآب، بخش مرکزی، دهستان زرینه رود شمالی، ۲ کیلومتری شرق روستای حاج حسن واقع شده و این اثر در تاریخ ۷ خرداد ۱۳۸۷ با شمارهٔ ثبت ۲۲۸۹۷ به‌عنوان یکی از آثار ملی ایران به ثبت رسیده است.